# Лживая пресса
Лживая пресса (нем. Lügenpresse) — пейоратив немецкого происхождения, использующийся для дискредитации журналистики как практики и как института.

## История
Термин возник на территории немецких княжеств Священной Римской империи в эпоху позднего Средневековья. Тогда в рамках спора между католической церковью и протестантскими публицистами, касавшегося несоблюдения католиками собственных правил и ответными обвинениями в ангажированности протестантской прессы получили широкое распространение термины: «лживые листки», «лживые письма», «лживые речи» и «лживая империя». В XVII веке эти понятия получили толкование в словаре Каспара фон Штилера.
В форме словосочетания «лживая пресса» пейоратив был впервые использован в 1835 году в газете Wiener Zeitung, где в одной из статей представитель палаты депутатов Франции выступая за ограничение прессы, озвучил идею о том, что «только через притеснение лживой прессы можно помочь честной прессе». В результате либеральных реформ, проведённых в ходе Мартовской революции в Германии, выражение вновь было использовано представителями католической церкви, уже в рамках сопротивления грядущей отмене цензуры в прессе и дополнено прилагательным «еврейская». Помимо деятелей церкви этот термин продолжили использовать и политики, так в 1896 году немецкий политик Вольдемар фон Бок применил его по отношению к прессе Российской империи, которая сообщала об угнетении балтийскими немцами Эстонии и Латвии. Этот термин также активно использовался в пропагандистских материалах во время франко-прусской войны по отношению к французской печати и в ходе Первой мировой войны в качестве ответа на критику французской прессы, обвинявшей немецкую армию в «изнасиловании Бельгии».

## Германия
Этот же термин начали применять и социалистические деятели. Карл Радек на учредительном съезде Коммунистической партии Германии (1918) охарактеризовал дореволюционную российскую прессу как «лживую прессу буржуазии». В межвоенный период Альфред Розенберг отвечал этим клише на публикации в немецких газетах, связанные с убийством антисемитами министра иностранных дел Вальтера Ратенау. В частности, он использовал его против таких газет, как Vorwärts (газета СДПГ), Frankfurter Zeitung, Berliner Tageblatt (газета либеральной НДП). Розенберг писал: «Народ больше не будет воспринимать своих великих художников, полководцев и государственных деятелей как нечто противоположное себе — как лживая пресса хотела бы представить их нам, — а, наоборот, как высшее выражение своей часто темной, еще неопределенной воли». Ещё одним членом НСДАП, использовавшим понятие «лживая пресса», стал подчинённый Розенберга Манфред Пехау. Полюбившийся термин члены НСДАП вновь использовали в 1938 году, на этот раз под удар попали иностранные СМИ, критиковавшие еврейские погромы в Германии. После Второй мировой войны понятие укоренилось среди публицистов ГДР, использовавших его при критике западных СМИ.
Нацисты употребляли термин «Lügenpresse» в своей пропаганде против еврейской, либеральной, коммунистической, а позднее и иностранной прессы. В главе «Военная пропаганда» своей книги «Моя борьба» Адольф Гитлер писал, что пропаганда стран Антанты в Первой мировой войне оказалась необычайно эффективна. Он критиковал немецкую пропаганду как неэффективную и призывал к «лучшей» пропаганде, которая, как и пропаганда англичан, французов или американцев, должна была ориентироваться на психологическую эффективность.
Герман Геринг использовал это выражение 23 марта 1933 года в своей речи в ходе обсуждения в рейхстаге Закона о чрезвычайных полномочиях (1933) . Он «опроверг» нападения коричневорубашечников на еврейские магазины и осквернение синагог и еврейских кладбищ как клевету «Lügenpresse».
В декабре 1937 года Манфред Пехау обобщил части своей диссертации («Национал-социализм и немецкий язык», Грайфсвальдский университет, 1935) в ежемесячном национал-социалистическом журнале Nationalsozialistische Monatshefte и перечислил синонимы для того, что он называл «еврейско-марксистской лживой прессой», включая «еврейские журналы». Изданные в 1938 году официальные информационные материалы Управления пропаганды НСДАП  описывали комментарии иностранных СМИ об антисемитских погромах в ноябре 1938 года как реакцию «ненавистнической и лживой прессы», которая представляла собой новое поле для клеветы против Третьего рейха.
В нескольких выступлениях Йозефа Геббельса в первой половине 1939 года термин «Lügenpresse» использовался для характеристики СМИ США, Франции и Великобритании, то есть будущих противников Германии во Второй мировой войне. В то временя немецкая пресса контролировалась нацистами, и любые оппозиционные нацистам газеты находились в подполье. После ложного сообщения о смерти Макса Шмелинга нацистская пропаганда начала атаку на «иностранную лживую прессу». Были также вариации в этой терминологии; например, главный рупор НСДАП Völkischer Beobachter ссылались на «эмигрантскую и международную лживую прессу», чтобы опровергнуть сообщения о плохом здоровье известного заключенного-журналиста Карла фон Осецкого, а в 1932 году эта газета использовала формулировку «марксистская лживая пресса».
Когда нацистский легион «Кондор» бомбил город Герника во время Гражданской войны в Испании, это вызвало негативную реакцию в мировых СМИ. В ответ на это пропаганда генерала Франциско Франко обвинила «еврейскую лживую прессу» в дезинформации, заявив, что это был маневр большевиков; это происходило в координации с нацистской пропагандой.
Французская журналистка Женевьева Табуи писала о планах внешней экспансии национал-социализма — в ответ на это в 1942 году гауляйтер Вены Бальдур фон Ширах написал, что эта французская журналистка «воплощение ловкой лживой прессы»; в том же контексте он утверждал: «90 процентов всех парижских газет» якобы находились под «еврейским влиянием» и что редакции парижских газет якобы укомплектованы «более чем на 70 процентов» евреями.
В 1948 году Вальтер Хагеманн проанализировал, как нацистская пресса использовала обвинение в «лживой прессе» против иностранной прессы. Отвержение любых данных СМИ антигитлеровской коалиции о военных преступлениях немцев как продукт «еврейских журналов» и «Lügenpresse» было частью этой нацистской стратегии.

### В XXI в Германии

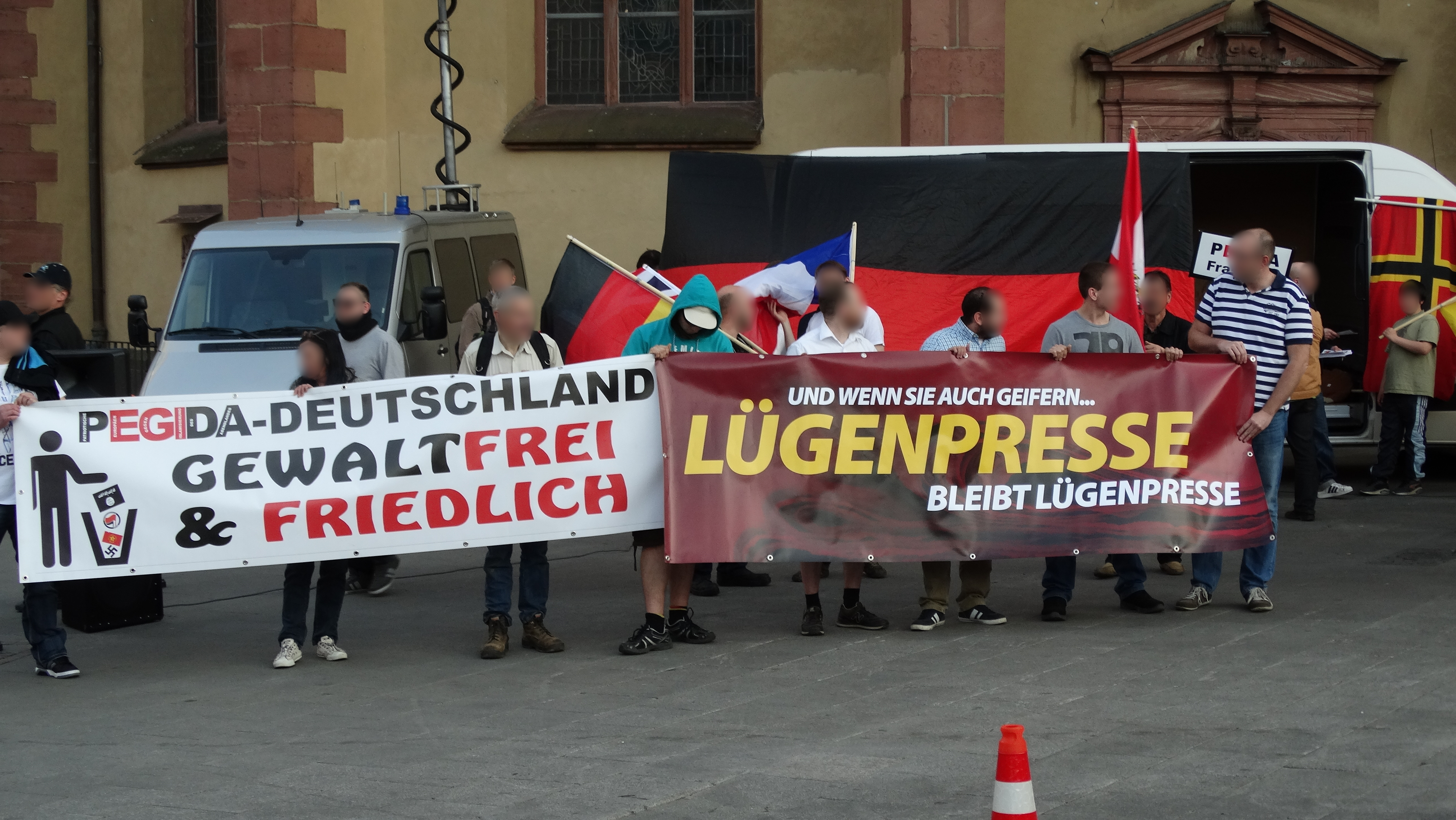
Баннер с термином «лживая пресса» на акции движения ПЕГИДА во Франкфурте

В XXI веке термин «лживая пресса» получил второе дыхание в контексте обсуждения событий на Украине и деятельности ультраправого движения ПЕГИДА в Германии. Его участники считали пренебрежительным отношение к ним со стороны основных СМИ, а также освещение этими СМИ вопросов миграции. В январе 2015 года Общество немецкого языка объявило термин «Lügenpresse» несловом года за его использование движением ПЕГИДА для «огульного очернения» независимых СМИ. Президент ФРГ Йоахим Гаук отверг термин «Lügenpresse» как «исторически забытую чушь», отметив, что в отличие от эпох нацизма и ГДР, федеральная немецкая пресса не носит манипулятивный характер и «в основном освещает события корректно и сбалансированно».
В 2015 году на партийном съезде в Ганновере председатель Альтернативы для Германии Фрауке Петри обвинила немецкие СМИ в «клеветническом» освещении деятельности её партии и назвала их «прессой Пиноккио». Она с пониманием отнеслась к термину «Lügenpresse», однако руководство партии использует его с осторожностью. Её однопартиец Бьорн Хёкке раскритиковал термин «Lügenpresse» как слишком огульное определение для журналистской профессии, предложив альтернативный, фонетически очень похожий термин «Lückenpresse» (пресса с пробелами или замалчивающая пресса), который, с точки зрения АдГ, более точно описывал бы журналистскую предвзятость.

## Критика
В 1914 году швейцарский теолог Леонард Рагац в письме своему немецкому коллеге Готтфриду Траубу раскритиковал понятие «лживая пресса», которым по его мнению пользовался немецкий народ при борьбе с инакомыслием.